# FCHSD2
FCHSD2‏ (FCH and double SH3 domains 2) هوَ بروتين يُشَفر بواسطة جين FCHSD2 في الإنسان.

## التفاعل
لقد ثبت أن FCHSD2 يتفاعل مع MAGI1 وC2orf73.